# Absetzer

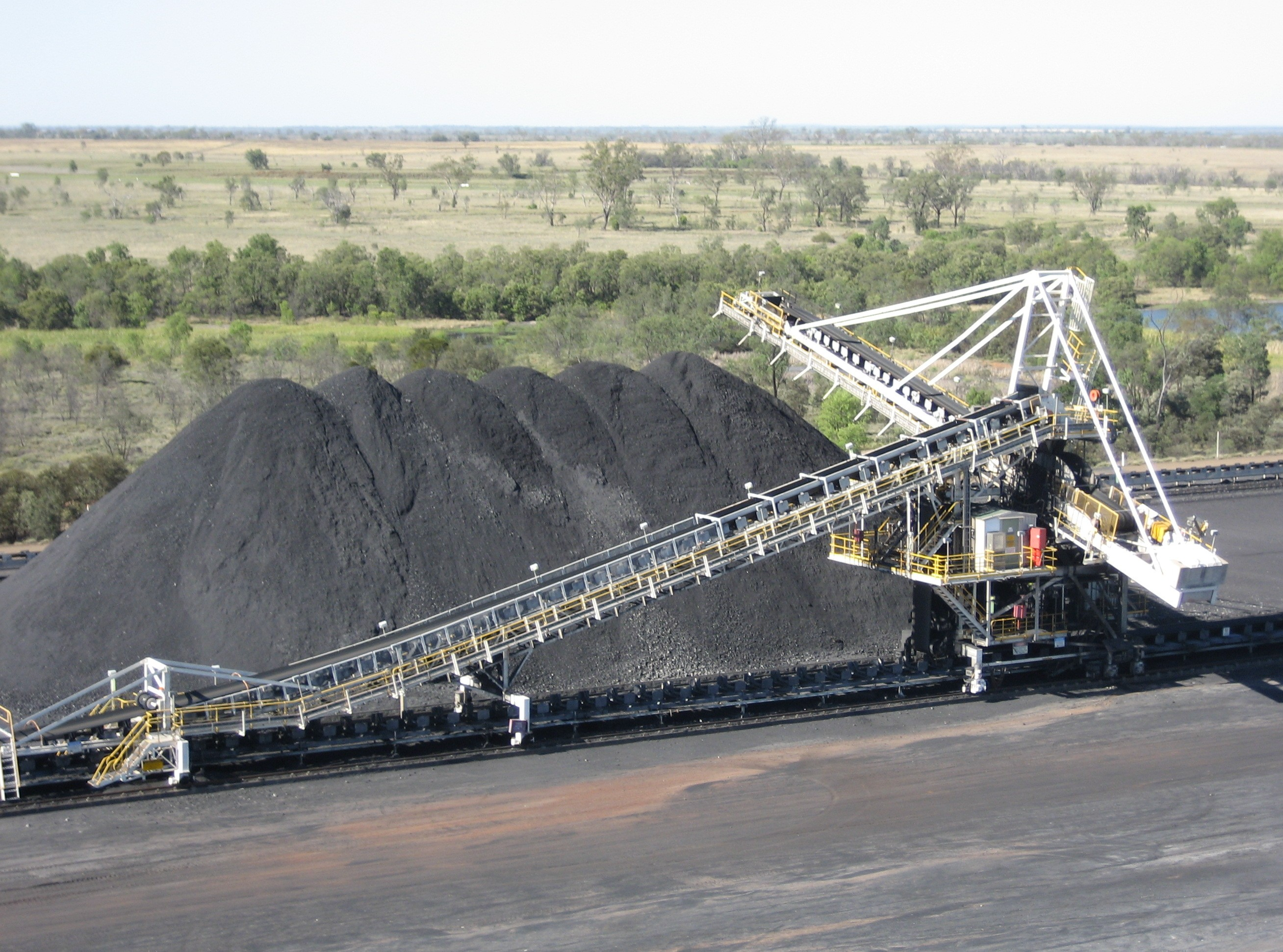
Absetzer von ThyssenKrupp in einem Kohlenlager

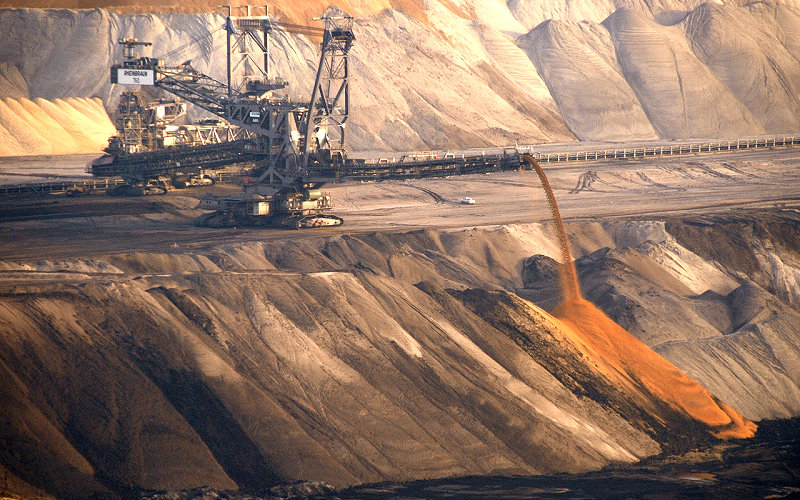
Absetzer im Tagebau Garzweiler

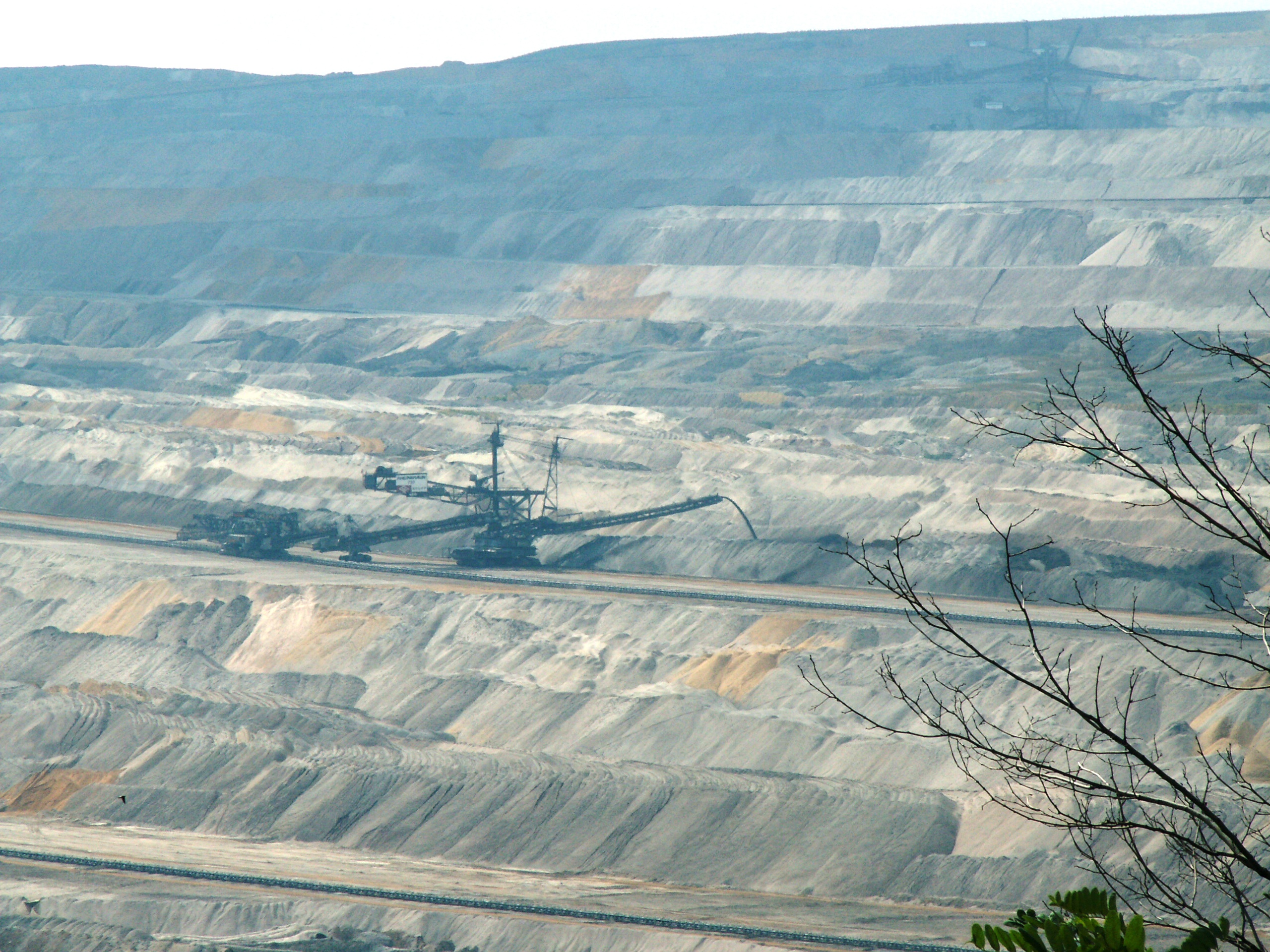
Absetzer mit Bandschleifenwagen im Tagebau Hambach

Ein Absetzer ist ein Gerät zur kontinuierlichen gezielten Ablagerung von Schüttgut. Das Gerät wird meist im Tagebau oder in Flachlagern eingesetzt.

## Aufbau und Unterscheidung
Ein Absetzer besteht aus einem Fahrwerk, einem drehbaren Oberbau mit Abwurfausleger und einer Zuführung des abzukippenden Materials, was bei Großgeräten als selbstfahrender Bandschleifenwagen, teilweise auch mit selbstfahrendem Zwischenförderer, ausgeführt sein kann.
Je nach Zuführung des Materials, können Absetzer unterschieden werden zwischen:
- Absetzer für Zugbetrieb
- Absetzer für Bandbetrieb

Eine weitere Einteilungsmöglichkeit ergibt sich aus dem Fahrwerk:
- Absetzer mit Raupenfahrwerk
- Absetzer mit Schreitwerk
- Absetzer mit Schienenfahrwerk

## Einsatz in Deutschland
In Deutschland werden Absetzer als Tagebaugerät zur Verkippung von Abraum oder anderen Materialien, die bei Gewinnung oder Aufbereitung von Braunkohle entstehen, eingesetzt. Es werden hauptsächlich Absetzer für Bandbetrieb verwendet. Diese arbeiten oftmals mit einem Bandschleifenwagen zusammen. Der Bandschleifenwagen übergibt den vom Förderband kommenden Abraum zum Absetzer. Der Absetzer kann mit seinem langen und schwenkbaren Ausleger den Tagebau wieder verfüllen.
Aber auch Absetzer für Zugbetrieb sind noch im Einsatz. Bei diesen wird zunächst das Material von der Grubenbahn in einen kleinen Bunker verkippt und anschließend durch das Graborgan (Eimerkette) des Absetzers wieder aufgenommen. Anschließend erfolgt die Verkippung der Massen an dem gewünschten Punkt. Diese Technik kommt zum Beispiel in einigen Tagebauen im Lausitzer Braunkohlerevier zum Einsatz. So werden im Tagebau Jänschwalde auf einer extra angelegten Hochkippe anfallende Produkte aus der Rauchgasentschwefelung (Gips) aus dem Kraftwerk Jänschwalde zwischengelagert.
Bis zur Wiedervereinigung wurde auch die anfallende Kraftwerks-Asche auf einer Außenkippe über den Abraummassen der von der Abraum-Förderbrücke F60 geschütteten Abraumhalde zur Bodenverbesserung untergemischt. Das Untermischen der Kraftwerksasche ist nach heutigen Umweltgesichtspunkten nicht mehr zulässig. Die Ursache hierfür ist die elektrische Leitfähigkeit, die über dem zulässigen Grenzwert liegt.
Die Kraftwerksasche darf nicht mehr mit dem Grundwasser in Verbindung kommen. Deshalb werden jetzt Hochkippen angelegt und danach abgedichtet.

## Siehe außerdem
- Liste von Bergbaurevieren in Deutschland